# Château Louis XIV
 (avril 2012).
Si vous disposez d'ouvrages ou d'articles de référence ou si vous connaissez des sites web de qualité traitant du thème abordé ici, merci de compléter l'article en donnant les références utiles à sa vérifiabilité et en les liant à la section « Notes et références ».
Le château Louis XIV est un château construit entre 2008 et 2011 dans la commune de Louveciennes dans les Yvelines.
Le Château Louis XIV a été conçu afin de répondre aux canons et aux règles de proportions et d’ornementation issues de l’Antiquité, tels qu’ils étaient régulièrement repris au cours du XVIIe siècle.
Mohammed ben Salmane Al Saoud, prince héritier d'Arabie Saoudite, en fait l'acquisition en septembre 2015 pour 275 millions d'euros, ce qui en fait la propriété la plus chère du monde. De ce fait, ce château est totalement privé et ne se visite pas.
Le Château Louis XIV est un projet de construction entrepris par la société Cogemad en 2008, en suivant les techniques et les matériaux utilisés au XVIIe siècle. La méthode de construction est celle des châteaux construits au XVIIe siècle sur un site vierge et en utilisant principalement des techniques de l'époque telles qu'elles étaient connues en France, au moins pour la décoration car le château est construit en béton plaqué de pierres. Situé entre Versailles et Marly-le-Roi sur une propriété de 23 hectares close de murs, le Château Louis XIV est un bâtiment économe en énergie. Il est entouré de douves sur trois de ses côtés et se compose de 7 000 m2 construits dont 5 000 m2 habitables. Sa vente, réalisée par le réseau Christie's International Real Estate en décembre 2015, en a fait la plus grosse transaction immobilière mondiale pour une demeure privée, avec un prix de la transaction estimé à 275 millions d'euros.
Le projet repose sur une idée d'Emad Khashoggi (en), fondateur de la société Cogemad et restaurateur du palais Rose du Vésinet, et du château du Verduron situé à Marly-le-Roi. Édifié sur la propriété de l’ancien château du Camp, à Louveciennes, le Château Louis XIV est le seul château de ce style construit en France depuis plus d’un siècle. C'est une construction neuve voulant avoir la modernité du XXIe siècle, en conservant l’aspect, l’ordonnancement et les matériaux du XVIIe siècle. Des artisans ayant reçu le label Entreprise du patrimoine vivant (pour leurs interventions sur certains sites appartenant au patrimoine culturel) ont notamment travaillé sur ce projet. Le château est bâti sur le modèle du château de Vaux-le-Vicomte dont il reprend les grandes lignes.

## Histoire de la propriété

### XVIIesiècle
À la fin du XVIIe siècle, le site actuel du Château Louis XIV correspondait à plusieurs parcelles de terres, châtaigneraies et bois.
C’est sur ces parcelles, au début du XVIIIe siècle, que décide de s’installer dans une clairière existante le campement des Compagnies des Régiments du Roi chargées de participer aux grands travaux de terrassement à Marly.
À cette époque, Louis XIV décide d’édifier à Marly un palais dans lequel il viendra se retirer et séjourner régulièrement pour retrouver, en compagnie de quelques rares privilégiés choisi sur le critère de son seul plaisir, le calme et la sérénité qui lui manquent à Versailles.
Plus tard, la compagnie des Gardes suisses affectés à la sécurité du château de Marly établira également son camp sur la propriété. Également appelé « Camp du régiment du Roy » ou « Camp de Marly », ce campement disparaîtra au milieu du XVIIIe siècle.

### XVIIIeetXIXesiècles
En 1797, lors d’une liquidation, le campement et les terres qui le constituent seront cédés à Françoise-Suzanne Guyhon Monthaut qui les revendra en juillet 1805 au vicomte Charles-Gilbert Morel de Vindé et son épouse.
Le vicomte Charles-Louis Terray de Morel-Vindé, conseiller à la cour royale de Paris, héritera de la propriété à la mort de son aïeul, en 1842, et s’en séparera finalement en 1848 au profit de Jean-Pierre Blondi et Adélaïde Halguin qui y feront alors construire la première maison avec dépendances.
Le domaine du camp devient alors une grande exploitation agricole où un régiment de cavalerie et plusieurs compagnies militaires viendront parfois camper dans ce que l’on appelait alors « La ferme du camp » jusqu’en 1863, date à laquelle le docteur Duborgia, qui fut maire de Bougival, rachète et agrandit la propriété.
En 1888, Charles-Émile Clerc, nouveau propriétaire des lieux après le décès du docteur Duborgia, va alors entreprendre la démolition des premiers bâtiments qui n’avaient subi, au fil des années, que quelques changements à peine notables. L’acquisition par Charles-Émile Clerc de plusieurs parcelles lui permet d’agrandir la propriété qu’il transforme en un domaine résidentiel doté d’une imposante demeure bourgeoise au sein d’un grand parc boisé.

### XXesiècle
La propriété reste aux mains de la famille Clerc pendant plus d’un siècle, subissant quelques modifications, comme l’ajout d’une écurie, d’une maison de gardien ou de quelques allées de circulation, avant d’être finalement cédée à un couple de décorateurs en 1991. Une succession de propriétaires s’ensuivra alors.

### XXIesiècle
C’est finalement en 2008 qu’Emad Khashoggi décide d’y entreprendre une réalisation inspirée de l’architecture du XVIIe siècle : le Château Louis XIV.
Le 18 décembre 2015, le château est adjugé 275 millions d’euros à un milliardaire du Moyen-Orient, devenant ainsi la propriété privée la plus chère de l'histoire,. En décembre 2017, le New York Times révèle que le propriétaire final de la demeure est Mohammed ben Salmane Al Saoud, le prince héritier d'Arabie saoudite.
Ce dernier fait faire table rase de tous les décors effectués par Emad Khashoggi et revient au béton brut, afin d'y faire réaliser de nouveaux aménagements par une équipe de décorateurs anglo-saxonne. Un bâtiment de service enterré de 2 500 m2 avec tunnel d'accès doit être réalisé à la place des jardins à la française, les parterres de buis seront remplacés par un bassin, le squash remplacé par un spa, les locaux techniques dans les combles feront place à des suites, etc.

## Le projet d’Emad Khashoggi
En 2008, Emad Khashoggi (en), homme d’affaires français originaire d’Arabie saoudite et à la tête de la société Cogemad depuis 1989, découvre ce terrain. Charmé par le site, son histoire et son emplacement unique, mais jugeant l’édifice qui s’y trouve en piteux état, il le fait démolir pour construire sur de nouvelles fondations le Château Louis XIV.
Emad Khashoggi explique ainsi, lors d’une interview accordée à Connaissance des arts, vouloir « donner vie à un “nouvel immobilier”, où l’on se donne la chance de créer des projets durables, qui auront leur place dans l’avenir mais qui s’inscrivent aussi dans l’histoire d’un pays, d’une région. »
Pour la construction du Château Louis XIV, sa société Cogemad employa en moyenne 150 ouvriers par jour, dont les artisans suivants : sculpteurs, mosaïstes, peintres, doreurs, ferronniers, ébénistes, marbriers, paysagistes, staffeurs ornemanistes, horlogers, bronziers, couvreurs, charpentiers et chaudronniers. Cette demeure comprend entre autres deux appartements de maître, plusieurs suites pour les invités, de nombreuses pièces de réception, deux cuisines artisanales réalisées sur mesure, un étage destiné aux loisirs, un salon sous-marin immergé dans les douves, une salle de cinéma et un cellier.
Le salon de réception, au rez-de-chaussée, est une pièce circulaire surmontée d’une coupole au plafond peint d’une fresque en trompe-l’œil, inspirée de la fresque imaginée par Charles Le Brun pour le château de Vaux-le-Vicomte, réalisée par des artistes peintres. Avec la Fontaine d’Apollon du jardin, c'est une des pièces maîtresses du château.

## Les métiers et les artisans
De nombreuses entreprises labellisées Entreprise du patrimoine vivant ont participé à ce projet qui leur a permis de former de nouveaux compagnons. Le chantier regroupe plusieurs corps de métiers d’antan dont les principales réalisations sont les suivantes :

### La taille de la pierre
860 m3 de pierres naturelles massives sont ainsi réparties :
- 80 m3 en roche de Lanvigne
- 175 m3 en roche franche fine de Saint-Maximin
- 605 m3 en roche fine de Saint-Maximin

Elles ont servi à la réalisation des balustres, tables sculptées, pots à feu et chapiteaux de pilastres sculptés
On trouve dans les jardins à la française du château, une reproduction de la fontaine du bassin du Char d’Apollon de Versailles, sculptée dans la pierre. La copie à plus petite échelle de ce groupe sculpté, imaginé pour les jardins du roi par l’artiste Jean-Baptiste Tuby, conserve les proportions et les détails de l’original. Elle a ensuite été dorée à la feuille par les sœurs Vernaz.

### Le marbre
Le marbre a été travaillé de différentes manières : marqueteries au sol, mosaïques au rez-de-jardin, à livre ouvert dans les salles de bains, sculpté pour la statue de Louis XIV ou encore mouluré pour les cheminées Grand Siècle.
Liste des marbres utilisés avec leur origine :
- Décor Noir Saint-Laurent : Hérault - France
- Décor Jaune de Siena : Toscane - Italie
- Décor Vert Antique : Vallée d'Aoste - Italie
- Décor Rouge Griotte : Belgique
- Décor Collemandina : Toscane - Italie
- Décor Salomé : Turquie
- Décor Rouge Levante : Ligure - Italie
- Quarzite Macauba : Brésil
- Rose Alpinina : Portugal
- Pierre de Lune : Brésil
- Onix Rose : Iran
- Rouge de France : Hérault - France
- Calacatta Topazzio : Toscane - Italie
- Vert Bamboo : Brésil

### L’ébénisterie et la menuiserie
Les intérieurs contiennent des décors du XVIIe siècle sculptés dans le bois. Une des pièces maitresses réside dans la porte d’entrée sculptée dans le chêne en haut relief – se détachant sur 17 cm - et à la main, elle représente le roi soleil à cheval, triomphant en empereur romain et couronné par une victoire. Cette œuvre s’inspire d’un modèle du salon de la guerre du château de Versailles.

### L’horlogerie
Pour la façade du château, Emad Khashoggi a ordonné la création par des horlogers d’une horloge en bronze et émail identique à celle située en façade du château de Versailles.

### La peinture, les décors
Plusieurs plafonds des pièces de réception et appartements de maître reprennent les thèmes qui étaient chers à Louis XIV et que l’on retrouve souvent à Versailles. Ainsi, l’imposant plafond peint de la coupole du grand salon s’inspire d’une Allégorie de l’Aurore, projet de Charles Le Brun pour château de Vaux-le-Vicomte n’ayant jamais été réalisé.

### Le travail du bronze
Réalisation de luminaires et quincaillerie d’art de style XVIIe siècle reprenant les archives de l’Histoire de France et notamment du XVIIe siècle, sous Louis XIV.

### La ferronnerie
Présence de nombreuses rampes cintrées et garde-corps réalisés à la main en reprenant volutes et motifs du XVIIe siècle. Ces assemblages sont réalisés grâce à des tenons, des mortaises ou des chevilles.

### La charpente
Réalisation pour le dôme d’une charpente assemblée avec un système de tenons et mortaises (méthode du XVIIe siècle).

### La couverture
La couverture de la toiture est faite en ardoise d’Angers. On retrouve également sur la toiture des pots à feu sculptés dans la pierre et des épis de faîtage en plombs dorés.

### Les jardins

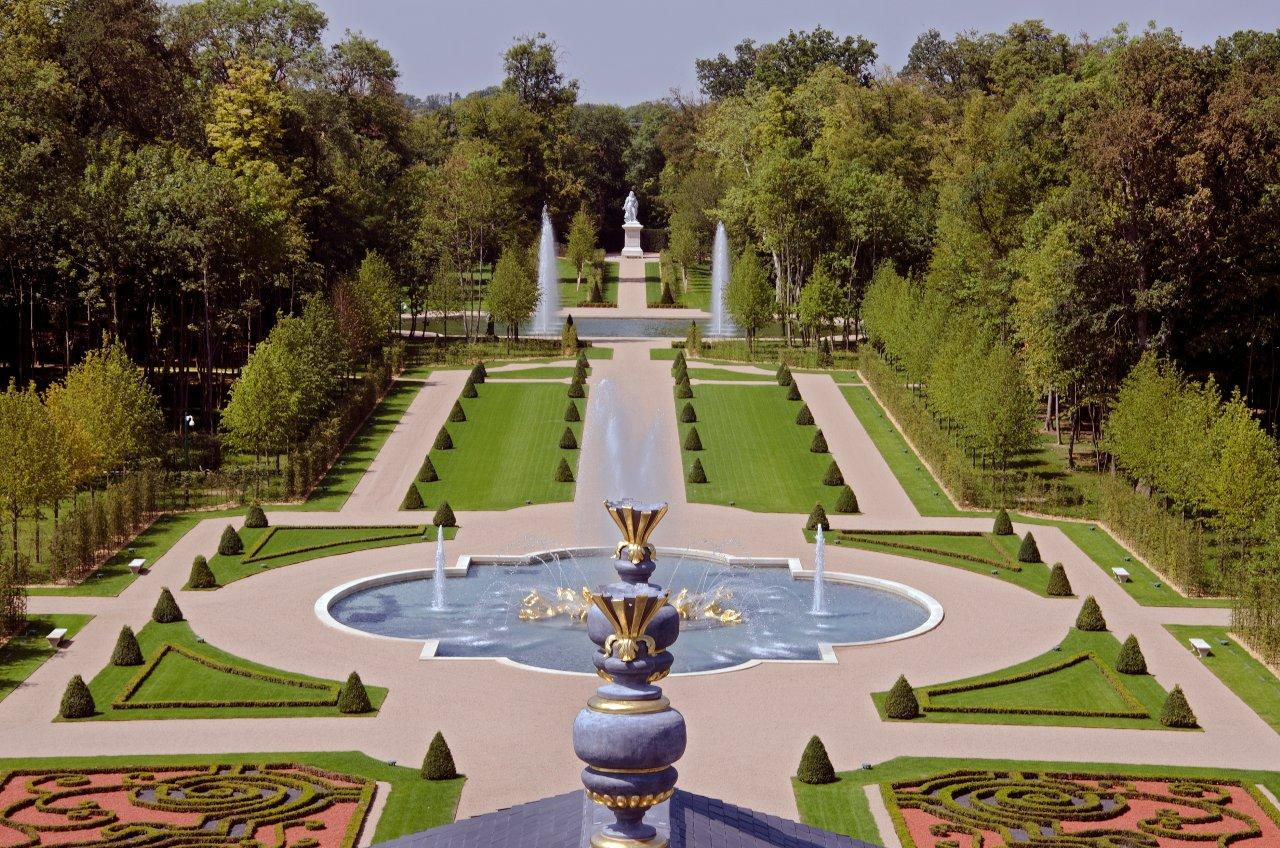
Jardins du château Louis XIV

Le Château Louis XIV reprend pour ses jardins les standards du XVIIe siècle. On y retrouve ainsi les théories d’André Le Nôtre pour le château de Versailles et le château de Vaux-le-Vicomte : jardin à la française avec parterres et broderies de buis, jeu de perspectives, topiaires d’ifs taillés en pyramides, un labyrinthe végétal, une fermette peuplée de chèvres, un grand potager, des écuries et un jardin à l’anglaise en contrebas qui respecte les reliefs naturels de la propriété sur laquelle se situe le château.